# Гаврилов, Николай Никитович
Николай Никитович Гаврилов (1914—1989) — советский военнослужащий. Участник Великой Отечественной войны. Герой Советского Союза (1945). Гвардии сержант.

## Биография
Николай Никитович Гаврилов родился 3 (16) октября 1914 года в селе Исса Инсарского уезда Пензенской губернии (ныне — районный центр Пензенской области) в крестьянской семье. Образование 6 классов. После школы работал в семейном крестьянском хозяйстве, с 1929 года — в колхозе. В начале 30-х годов XX века в Москве началась масштабная реконструкция 1-го государственного автомобильного завода имени И. В. Сталина. Завербовавшись разнорабочим на строительные работы, Николай Никитович переехал в Москву. Отсюда в 1936 году он был призван в армию. Служил в береговой охране под Ленинградом. После прохождения срочной службы вернулся в Москву и работал слесарем на ЗИСе.
В ряды Рабоче-крестьянской Красной Армии Н. Н. Гаврилов вновь призван Первомайским райвоенкоматом Московской области 18 августа 1941 года. Воевал на Западном и Северо-Западном фронтах связистом в артиллерийском полку. 9 февраля 1942 года Николай Никитович был тяжело ранен под Великими Луками. Долго лечился в госпитале. После излечения его направили в танковую школу, где он освоил специальность механика-водителя.
Вновь в действующей армии гвардии сержант Н. Н. Гаврилов с лета 1944 года в составе 53-й гвардейской танковой бригады 6-го гвардейского танкового корпуса 3-й гвардейской танковой армии 1-го Украинского фронта. В качестве механика-водителя танка Т-34 3-го танкового батальона Николай Никитович участвовал в Львовско-Сандомирской операции, боях на Сандомирском плацдарме. Особо отличился гвардии сержант Н. Н. Гаврилов в ходе Сандомирско-Силезской наступательной и Нижне-Силезской наступательной операций. В период с января по март 1945 года танк механика-водителя Гаврилова без поломок и аварий прошёл с боями свыше 500 километров. За это время благодаря мастерству Гаврилова экипаж танка уничтожил 2 немецких «Тигра», 1 «Пантеру» и 1 Т-4, около 200 солдат и офицеров вермахта, а в уличных боях за города Радомско и Велюнь быстро подавлял огневые точки противника. Гусеницами танка было уничтожено до 50 автомашин с военными грузами, 3 противотанковых орудия, 7 пулемётных точек и около 70 солдат и офицеров противника. Танк механика-водителя Н. Н. Гаврилова первым пересёк Польско-германскую границу.
10 апреля 1945 года указом Президиума Верховного Совета СССР гвардии сержанту Николаю Никитовичу Гаврилову было присвоено звание Героя Советского Союза.
На заключительном этапе войны Николай Никитович участвовал в Берлинской операции, штурме Берлина, Пражской операции. Война для гвардии сержанта Н. Н. Гаврилова закончилась 14 мая 1945 года на территории Чехословакии в районе городка Мельник севернее Праги. После демобилизации Н. Н. Гаврилов вернулся в посёлок Исса. Работал машинистом на компрессорной станции. 17 сентября 1989 года Николай Никитович скончался. Похоронен в посёлке Исса Пензенской области.

## Награды
- Медаль «Золотая Звезда» (10.04.1945).
- Орден Ленина (10.04.1945).
- Орден Отечественной войны 1 степени (06.04.1985).
- Медали.

## Память
- Бюст Героя Советского Союза Н. Н. Гаврилова установлен в пгт Исса Пензенской области.

## Документы
- Общедоступный электронный банк документов «Подвиг Народа в Великой Отечественной войне 1941—1945 гг.» Архивировано 13 марта 2012 года. № в базе данных 150006545. Архивировано 25 мая 2012 года., 46727895. Архивировано 25 мая 2012 года., 46757591. Архивировано 25 мая 2012 года.